# Lifesblood
Lifesblood è il secondo EP  del gruppo musicale progressive metal/sludge metal statunitense Mastodon, pubblicato nel 2001 dalla Relapse Records.

## Il disco
L'album contiene diversi sample: all'inizio di "Shadows that Move" possiamo ascoltare un estratto del film Qualcuno volò sul nido del cuculo, in "Hail to the Fire" uno di "The Dancin' Outlaw" e in "Battle at Sea" delle registrazioni del Processo di Norimberga.
Data la limitata tiratura dell'EP, è divenuto un pezzo raro e molto ricercato dai fan della band. Nel 2004 la Relapse ha deciso di ristamparlo per due volte: la prima ristampa di 1100 copie (100 chiare, 500 rosse e 500 nere), la seconda di 1000 (500 blu e 500 nere).

## Tracce
1. Shadows that Move – 3:53
2. Welcoming War – 2:46
3. We Built this Come Death – 2:30
4. Hail to Fire – 2:12
5. Battle at Sea – 4:16

## Formazione
- Brent Hinds - chitarra, voce
- Bill Kelliher - chitarra
- Troy Sanders - basso, voce
- Brann Dailor - batteria